# Santa Elena (Camarines Norte)
Santa Elena is een gemeente in de Filipijnse provincie Camarines Norte op het eiland Luzon. Bij de laatste census in 2007 had de gemeente ruim 40 duizend inwoners.

## Geografie

### Bestuurlijke indeling
Santa Elena is onderverdeeld in de volgende 19 barangays:
| - Basiad - Bulala - Don Tomas - Guitol - Kabuluan - Kagtalaba - Maulawin - Patag Ibaba - Patag Iraya - Plaridel | - Polungguitguit - Rizal - Salvacion - San Lorenzo - San Pedro - San Vicente - Santa Elena - Tabugon - Villa San Isidro |

## Demografie
Santa Elena had bij de census van 2007 een inwoneraantal van 40.300 mensen. Dit zijn 2.422 mensen (6,4%) meer dan bij de vorige census van 2000. De gemiddelde jaarlijkse groei komt daarmee uit op 0,86%, hetgeen lager is dan het landelijk jaarlijks gemiddelde over deze periode (2,04%). Vergeleken met de census van 1995 is het aantal mensen met 6.345 (18,7%) toegenomen.

De bevolkingsdichtheid van Santa Elena was ten tijde van de laatste census, met 40.300 inwoners op 199,35 km², 202,2 mensen per km².